# Cybianthus magnus
Cybianthus magnus är en viveväxtart. Cybianthus magnus ingår i släktet Cybianthus, och familjen viveväxter.

## Underarter
Arten delas in i följande underarter:
- C. m. asymmetricus
- C. m. magnus